# Hiroyuki Yoshino
Hiroyuki Yoshino (吉野 弘幸, Yoshino Hiroyuki), né le 2 juin 1970 dans la préfecture de Chiba, est un scénariste de mangas et anime japonais.
Depuis le début de sa carrière professionnelle, il a écrit plusieurs séries pour le studio Sunrise, notamment Mai-HiME et My-otome.

## Biographie
Yoshino est admis à l'Université Waseda, où il étudie la littérature. À la sortie de l'université, le producteur de Sunrise lui offre la position d'écrivain pour le studio.

## Anime
- 2000 : Gear Fighter Dendoh (Episodic screenplay)
- 2001 : Gekitō! Crush Gear Turbo (Episodic screenplay)
- 2003 : Machine Robo Rescue (Episodic screenplay)
- 2004 : Mai-HiME (Series composition and screenplay)
- 2002 : Mobile Suit Gundam SEED (Episodic screenplay)
- 2004 : Mobile Suit Gundam SEED DESTINY (Episodic screenplay)
- 2005 : My-otome (Series composition and screenplay)
- 2006 : Code Geass: Lelouch of the Rebellion (Assistant series composition and screenplay pour les épisodes 12, 13 et 19)
- 2006 : Mai-Otome Zwei (Series composition and screenplay)
- 2007 : Idolmaster: Xenoglossia (Episodic screenplay)
- 2008 : Macross Frontier (Series composition and screenplay)
- 2008 : Black Butler (Episodic screenplay)
- 2008 : Code Geass: Lelouch of the Rebellion R2 (Assistant series composition)
- 2009 : Denpa teki na Kanojo (Series composition and screenplay)
- 2009 : Darker than Black: Gemini of the Meteor (Episodic screenplay)
- 2010 : So Ra No Wo To (Series composition and screenplay)
- 2010 : Dance in the Vampire Bund (Series composition and screenplay)
- 2010 - 2011 : Fractale (Episodic screenplay)
- 2011 : Guilty Crown (Series composition and screenplay)
- 2012 : Accel World (Series composition and screenplay)
- 2012 - 2013 : Magi: The Labyrinth of Magic (Series composition and screenplay)
- 2013 : Vivid Red Operation (Series composition and screenpla)
- 2013 : A Certain Magical Index: Endyumion's Miracle
- 2013 - 2014 : Strike the Blood (Series composition)
- 2013 - 2014 : Magi: The Kingdom of Magic (Series composition)
- 2014 : Black Butler: Book of Circus (Series composition)
- 2014 : Trinity Seven (Series composition)
- 2014 : World Trigger (Series composition)

## Manga
- 2005 : My-otome (avec Tatsuhito Higuchi, dessins de Kenetsu Satō)
- 2006 : The Qwaser of Stigmata (dessins de Kenetsu Satō)
- 2007 : Vita sexualis (dessins de Kenetsu Satō)